# هودینی (ترانه دوآ لیپا)
«هودینی» (انگلیسی: Houdini) ترانه‌ای از خواننده انگلیسی و آلبانیایی دوآ لیپا است. این ترانه در ۹ نوامبر ۲۰۲۳ توسط وارنر رکوردز به عنوان تک‌آهنگ آغازین سومین آلبوم استودیویی لیپا، خوش‌بینی افراطی (۲۰۲۴) منتشر شد.

## گواهی‌نامه‌ها
| منطقه                                   | گواهی    | واحد گواهی‌شده/فروش |
| --------------------------------------- | -------- | ------------------ |
| استرالیا (آی‌اف‌پی‌آی استرالیا)            | Platinum | ۷۰٬۰۰۰             |
| بلژیک (بی‌ئی‌ای)                          | Gold     | ۲۰٬۰۰۰             |
| کانادا (میوزیک کانادا)                  | Platinum | ۸۰٬۰۰۰             |
| فرانسه (اس‌ان‌ئی‌پی)                       | Platinum | ۲۰۰٬۰۰۰            |
| ایتالیا (اف‌آی‌ام‌آی)                      | Gold     | ۵۰٬۰۰۰             |
| نیوزیلند (آرآی‌ای‌ان‌زد)                   | Gold     | ۱۵٬۰۰۰             |
| لهستان (زدپی‌ای‌وی)                       | Gold     | ۲۵٬۰۰۰             |
| پرتغال (انجمن صنفی گرامافون)            | Gold     | ۵٬۰۰۰              |
| اسپانیا (سازنده‌های موسیقی)              | Gold     | ۳۰٬۰۰۰             |
| سوئیس (آی‌اف‌پی‌آی سوئیس)                  | Gold     | ۱۰٬۰۰۰             |
| بریتانیا (بی‌پی‌آی)                       | Silver   | ۲۰۰٬۰۰۰            |
| رقم فروش+پخش جاری تنها بر پایهٔ گواهی‌ها. |          |                    |